# Laurent Cugny
Pour les articles homonymes, voir Cugny.
 (septembre 2024).
Si vous disposez d'ouvrages ou d'articles de référence ou si vous connaissez des sites web de qualité traitant du thème abordé ici, merci de compléter l'article en donnant les références utiles à sa vérifiabilité et en les liant à la section « Notes et références ».
Laurent Cugny, né le 14 avril 1955 à La Garenne-Colombes, est un pianiste, chef d'orchestre, arrangeur et universitaire français.

## Biographie

### Jeunesse et formation
Laurent Cugny entame l'étude du piano à dix ans et commence à jouer dans des groupes amateurs à l'âge de dix-huit ans. Il entame des études d'économie puis décide de se consacrer à la musique.

### Carrière de musicien
En 1975 il rencontre et joue avec le multi-instrumentiste Hervé Bourde. En 1979 il intègre et dirige le big band Lumière. La même année il obtient le troisième prix de piano solo au concours national de jazz de la Défense.
Il s'intéresse également au cinéma, en particulier à la réalisation de deux courts-métrages : Analytique : un meurtre, 1978, Exit, 1979.
En 1987, il effectue une tournée européenne et enregistre deux albums avec le big band Lumière et Gil Evans, à propos duquel il donnera, l'année suivante, une monographie (Las Vegas Tango. Une vie de Gil Evans, Paris, P.O.L, coll. « Birdland », 1989).
De 1994 à 1997, il est le cinquième chef de l'Orchestre national de jazz.
En 2006, il crée en version concert un opéra-jazz qu'il a composé à partir de la pièce Cloud Tectonics (la tectonique des nuages) de l'auteur portoricain José Rivera. En 2010 paraît l'enregistrement, avec les vocalistes David Linx, Laïka Fatien et Yann-Gaël Poncet. En 2015, la version opératique est donnée à Nantes puis à Angers.
En 2014, il crée le Gil Evans Paris Workshop qui donne une vingtaine de concerts et enregistre un double album (Spoonful, jazz&people) en 2017. Le groupe cesse ses activités en 2018.
En 2022, il forme le Tentet de Laurent Cugny qui publie Zeitgeist (Frémeaux & Associés) en 2023.

### Enseignement et musicologie
Laurent Cugny enseigne le piano de 1981 à 1991 au Centre d'informations musicales de Paris.
En 1989, il consacre une monographie à Gil Evans, Las Vegas Tango : Une vie de Gil Evans (P.O.L, coll. « Birdland »). En 1993 il publie un ouvrage consacré à la période électrique du compositeur et trompettiste Miles Davis, réédité avec une nouvelle préface en 2019.
En 2001 il obtient un doctorat de musicologie à l'université Paris Sorbonne-Paris IV ( L'analyse de l'œuvre de jazz. Spécificités théoriques et méthodologiques), puis une « habilitation à diriger des recherches » dans le même établissement en 2004 (Théorie du jazz, histoire du jazz). Depuis 2006, il est professeur dans cette même université, devenue le 1er janvier 2018 la Faculté des Lettres de Sorbonne Université.
Il publie plusieurs ouvrages sur l'analyse et l'histoire du jazz et travaille actuellement sur une série intitulée Recentrer la musique. Le premier volume, consacré aux questions d'ontologie de l'œuvre musicale en lien avec la Théorie des musiques audiotactiles de Vincenzo Caporaletti, parait en 2021 aux éditions Symétrie. Une traduction américaine paraîtra chez University of Mississippi Press en 2025. Le deuxième tome, publié en 2024 propose une critique du « Paradigme New Musicologie ». Le troisième volume propose un exercice rénové de l'analyse du jazz à partir d'une étude comparée des œuvres de Miles Davis, John Coltrane, Ornette Coleman et Sonny Rollins[réf. souhaitée].
Laurent Cugny revient à son premier sujet de prédilection, Gil Evans, avec la publication de deux ouvrages, l'un sur l'album de 1964 The Individualism of Gil Evans (2024), l'autre sous forme d'une exégèse de tous les entretiens accordés par Gil Evans entre 1957 et son décès en 1988, notamment ceux réalisés chez lui en mars 1986 par Laurent Cugny, jusque-là inédits (2025)[réf. souhaitée].
En 2025 paraîtra une Anthologie des textes francophones sur le jazz, 1918-1929, écrite avec Martin Guerpin.

## Distinctions
- 1979 : 3e prix (piano solo), Concours National de Jazz de La Défense
- 1980 : 1er prix au big band Lumière, prix de composition, Concours National de Jazz de La Défense
- 1989 : Prix Django Reinhardt de l'Académie du Jazz
- 1990 : Prix du Livre de Jazz pour Las Vegas Tango (Éditions P.O.L, Collection Birdland)
- 1991 : Prix de l'Académie Charles-Cros pour l’album Santander
- 1993 : Prix du Livre de Jazz pour Electric Miles Davis (1968-1975) (Birdland/André Dimanche Éditeur)
- 1994 : Django d’or à Électrique, Miles Davis 1968-1975
- 1996 : Prix Boris Vian de l’Académie du jazz pour l’album Reminiscing
- 1996 : Reminiscing dans les 10 meilleurs albums de jazz de l’année par la revue Jazzman
- 1997 : Django d’or du meilleur orchestre français à l’Orchestre National de Jazz Laurent Cugny
- 2001 : Django d'or collectif pour la création de la Maison du Jazz.
- 2009 : Prix Charles Delaunay de l'Académie du jazz à Analyser le jazz
- 2009 : Prix Sacem de la création pour La Tectonique des nuages[5]
- 2010 : Grand Prix de l’Académie du jazz pour La Tectonique des nuages
- 2010 : Prix des Muses à Analyser le jazz
- 2011 :  Officier de l'ordre des Arts et des Lettres[5]
- 2014 : Prix du Livre de Jazz pour Une histoire du jazz en France. Tome 1: Du milieu du XIXe siècle à 1929 (Outre Mesure)
- 2023 : Prix du disque français de l’Académie du jazz pour Zeitgeist

## Discographie
- 1981 : Lumière, Big band Lumière dirigé par Laurent Cugny (Open)
- 1984 : Eaux-Fortes, Big band Lumière dirigé par Laurent Cugny (Verve)
- 1988 : Rhythm A Ning (en), Gil Evans - Big band Lumière dirigé par Laurent Cugny (EmArcy)
- 1989 : Golden Hair, Gil Evans - Big band Lumière dirigé par Laurent Cugny (EmArcy)
- 1991 : Santander , Big band Lumière dirigé par Laurent Cugny (Verve), Prix de l'Académie Charles-Cros
- 1993 : Dromesko, Big band Lumière dirigé par Laurent Cugny (Verve)
- 1994 : Yesternow, Orchestre national de jazz dirigé par Laurent Cugny (Verve)
- 1995 : Reminiscing, Orchestre national de jazz dirigé par Laurent Cugny (Verve), Prix Boris-Vian de l’Académie du jazz
- 1995 : In Tempo, Orchestre national de jazz dirigé par Laurent Cugny (Verve)
- 1996 : Merci, merci, merci, Orchestre national de jazz dirigé par Laurent Cugny (Verve)
- 2001 : A Personal Landscape, Big band Lumière dirigé par Laurent Cugny (Emarcy)
- 2010 : La Tectonique des nuages (Signature Radio France), Grand prix de l'Académie du jazz
- 2017 : Spoonful, Gil Evans Paris Workshop dirigé par Laurent Cugny (jazz&people)
- 2023 : Zeitgeist, Tentet de Laurent Cugny, Prix du disque français de l’Académie du jazz

## Musique de film
- 1993 : 23h58 de Pierre-William Glenn

### À paraître
- Laurent Cugny, The Individualism of Gil Evans, Dijon, Éditions universitaires de Dijon (EUD), 2025.
- Laurent Cugny, Histoire du jazz en France, Paris, Frémeaux & associés, 2025
- Laurent Cugny et Martin Guerpin, Anthologie de textes francophones sur le jazz - 1918-1929, Paris, Vrin, 2025.
- Laurent Cugny, Entretiens avec Gil Evans - 1957-1987, Lyon, Symétrie, 2026.